# モクシャ人
モクシャ人（モクシャじん、モクシャ語: Мокшет , Mokšet;  ロシア語: Мокшане;  英語: Mokshas）とは、ロシア連邦のモルドヴィア共和国西部に居住するモルドヴィン人を構成する二つの民族のうちの一つである。

## 概要
モクシャ人はモルドヴィン人を構成する二つの民族のうちの一つで、モルドヴィン諸語のモクシャ語を話す。モルドヴィン人構成するもう一つの民族であるエルジャ人の話すエルジャ語とは、互いに意思疎通が困難で相互理解可能性がない。
主にモクシャー川付近に居住している。